# Lac Siskiyou
Le lac Siskiyou est un lac de barrage situé dans le comté de Siskiyou au nord de la Californie. Le lac est localisé dans la région montagneuse de la chaîne des Cascades à proximité du mont Shasta. Le lac est né de la construction du barrage Box Canyon sur le Fleuve Sacramento.  